# Serbuan maut
Serbuan maut (em inglês:  The Raid; bra: Operação Invasão) é um filme indoneso-estadunidense de 2011, dos gêneros ação, policial e suspense, escrito e dirigido por Gareth Evans e protagonizado por Iko Uwais.
Essa é a segunda vez que Evans e Uwais trabalham juntos, a primeira foi no filme Merantau, lançado em 2009. Ambos os filmes mostram a tradicional arte marcial indonésia chamada pencak silat. As coreografias de luta de The Raid foram feitas por Iko Uwais e Yayan Ruhian, que também trabalharam juntos em Merantau. O filme conta com trilha sonora feita por Mike Shinoda, do Linkin Park, e Joseph Trapanese, um renomado produtor musical.
Depois da estreia mundial no Festival Internacional de Cinema de Toronto, The raid recebeu críticas positivas. O nome do filme foi mudado para  The Raid: Redemption nos Estados Unidos porque a empresa distribuidora Sony Pictures Classics não pôde assegurar os direitos autorais sobre o título.

## Sinopse
Rama, um agente policial novato e que tem sua mulher à espera de seu primeiro filho, pertence ao Departamento 88, uma polícia especial liderada pelo Sargento Jaka e o Tenente Wahyu. Eles chegam a um prédio de apartamentos no centro de Jacarta. A construção é chefiada por Tama Riyadi, uma espécie de senhor do crime, que é o alvo da força tarefa. Logo na entrada do prédio, a equipe detém um homem que está levando remédio para sua esposa doente no quarto 726. Contudo, antes de entrarem no apartamento ele escapa. A equipe se infiltra no andar térreo do apartamento e prosseguem até alcançarem o sexto andar. Porém eles são vistos por um jovem vigia, que aciona os alarmes antes de ser baleado e morto.
Tama chama reforços, que sistematicamente atacam e matam a maioria dos policiais e retomam da maior parte da construção. Tama desliga a iluminação do apartamento e anuncia através de um microfone, que os policias estão presos no sexto andar e que vai garantir residência permanente e livre para aqueles que matarem os intrusos. Na escuridão, os policiais logo caem numa emboscada de atiradores que estão no andar acima. Durante o tiroteio, Wahyu diz a Jaka que a missão não conta com reforços. O grupo entra em apartamento vazio, onde Bowo é gravemente ferido. Eles escapam por pouco depois de Rama improvisar uma bomba que matou os inquilinos que os perseguiam. Com mais inquilinos e aproximando, os policiais restantes são obrigados a se dividirem em dois grupos. Jaka, Wahyu e Daku descem ao quinto andar, enquanto Rama e Bowo sobem ao sétimo.
Rama e Bowo procuram o apartamento do homem que levava remédios para sua esposa doente. O homem, relutantemente concorda em escondê-los em seu apartamento, embora sua pedisse para que ele não se envolvesse. Rama e Bowo são escondidos numa passagem secreta atrás da parede. Um grupo mandado por Tama chega ao apartamento do homem e inspecionam o local, mas como não encontram ninguém, vão embora. Depois de remover as balas alojadas no corpo de Bowo, Rama deixa o companheiro sob os cuidados do casal sai do apartamento à procura dos outros. Rama é surpreendido por Andi, o braço direito de Tama. Ao mesmo tempo, Jaka e seu grupo são atacados por Mad Dog, que o mantêm sob a mira de uma pistola e o conduz até o interior de quarto. Lá, ele se desfaz da arma e desafia Jaka a uma luta. Depois de um combate brutal, Jaka é dominado e Mad Dog o mata. Enquanto isso, em outro apartamento, é reveldo que Andi é irmão de Jaka, e que o verdadeiro objetivo de Rama era encontrá-lo e levá-lo para casa. Porém Andi não quer deixar o apartamento, e aconselha Rama a esperar até que tudo se acalmasse para depois deixar o apartamento em segurança. Andi encontra Mad Dog, que leva o corpo de Jaka para Tama. Através do sistema de câmeras espalhadas, Tama vê Andi conduzindo Rama cuidadosamente ao seu apartamento pelo apartamento. Ao chegarem na central, Tama fere Andi com uma facada na mão antes de encarregar Mad Dog de espancá-lo.
Rama reencontra Wahyu e Daku. Depois de invadirem o laboratório de narcóticos de Tama e derrotarem os capangas que estavam lá, eles vão ao 15° andar, onde Tama está. No meio do caminho, Rama encontra o quarto onde Andi está sendo espancado por Mad Dog. Depois de Rama entrar no local, Mad Dog liberta Andi das correntes e trava uma luta alucinante contra os irmãos. Depois de sofrerem duros golpes, Rama e Andi conseguem matar Mad Dog. Enquanto isso, Wahyu e Dagu redem Tama, mas logo em seguida o corrupto Wahyu mata Dagu. Ele estava convencido de que mantendo Tama como refém, conseguiria escapar do apartamento. Rama e Andi encontram Wahyu e Tama, mas Wahyu atira contra eles. Tama diz a Wahyu que suas atitudes eram fúteis devido à extensiva corrupção que existia na polícia. Depois disso Wahyu mata Tama com um tiro na cabeça e depois tenta se suicidar, mas falha porque não havia mais balas no revólver. Andi dá a Rama uma lista de oficiais corruptos aos quais Tama dava cobertura. Rama novamente pede a Andi para voltar para casa, mas ele recusa por já estar acostumado a seu estilo de vida. Andi alega que estará sempre disponível para proteger Rama no seu papel de chefe do crime, mas que Rama não poderá fazer o mesmo por ele. Então ele ordena aos guardas para abrirem o portão e deixarem os oficiais irem e depois retorna ao apartamento.